# Lăcustenii de Jos, Vâlcea
Lăcustenii de Jos este un sat în comuna Lăcusteni din județul Vâlcea, Oltenia, România. Localitatea este străbătută de Râul Olteț.
Până în aprilie 1994, localitatea era un sat, parte componentă a comunei Zătreni. Acum este face parte din comuna Lăcusteni. Comuna aste străbătută de drumul național care face legătura între orașele Craiova și Râmnicu Vâlcea. Localitatea se întinde și în spatele șoselei, sub formă de sate și cătune care au diverse denumiri, dintre care unele sunt cunoscute doar de locuitorii din zonă (Risipiți, Contea, Gănești, Deloreni). Oamenii se ocupă cu agricultura și creșterea animalelor și respectă obiceiurile și tradițiile transmise pe cale orală din moși-strămoși.
 Acest articol despre o localitate din județul Vâlcea este deocamdată un ciot. Puteți ajuta Wikipedia prin completarea lui.